# RVZ-6
RVZ-6（ロシア語: РВЗ-6）は、ソビエト連邦（現：ラトビア）の鉄道車両メーカーであるリガ車両製作工場が1960年から1987年まで製造した路面電車車両。6000両以上の大量生産が実施され、ソ連各地の都市に導入された。

## 開発までの経緯
第二次世界大戦後、ソビエト連邦で最初に製造された路面電車車両はトロリーバスと共通設計の車体を有するMTV-82であった。1947年から始まった製造初期はモスクワにある82番軍用工場で生産が実施されていたが、1949年以降はリガにあるリガ車両製作工場に移管された。だが、MTV-82は前時代的な機構を有していた他、各地の路面電車の路線網拡大や乗客増加による大量生産が求められており、抜本的な車両の近代化が課題となっていた。
そこで、リガ車両製造工場はソ連閣僚理事会からの命令の元で次世代の路面電車車両の開発を始め、1950年に完成したRVZ-51（РВЗ-51）を皮切りに、1955年には総括制御による連結運転の実用化を目指したRVZ-55（РВЗ-55）が、翌1956年には電気機器や制動装置などを変更したRVZ-57（РВЗ-57）が作られ、ソ連の首都・モスクワのモスクワ市電で試運転が実施された。そしてこれらの車両で得られた実績を元に、1960年以降生産が始まった量産車両がRVZ-6である。

## 構造
RVZ-6はループ線が存在する路線での使用を前提とした片運転台のボギー車で、1両での運用が可能な設計である。車体の梁は溶接構造を用いて製造されている一方、外板や屋根に用いられるアルミニウム板はリベットを用いて組み立てられている。前面窓は僅かに傾斜を持ち、側面には両開き式の2枚窓が設置されている。車内の床は製造時期によって構造が異なり、初期の車両には木板が、以降の車両については滑り止め用のゴム製のマットが張られている。どちらも車体中央部にはハッチがあり電気機器の検査時に取り外す事が出来る。
防寒のため、運転室と客室は仕切りによって分けられており、運転室内部には速度制御用のハンドルやデッドマン装置でもあるペダル、電気および空気圧制御装置などが配置されている。座席は全席進行方向を向いたクロスシートで、右側が2人掛け、左側が1人掛け、合計37人分の座席が用意されている。2枚折戸式の乗降扉は防寒対策に加え乗客の流動性も考慮し右側面の前後に配置され、後方の扉付近には車掌台も設置されている。車内には冷房は搭載されておらず夏季には窓の開閉による自然喚起や換気扇によって温度が調節される一方、冬季は発電ブレーキ使用時に生じた熱を用いた暖房が使用される。
車輪に防振ゴムを挟んだ弾性車輪を用いた台車は、同様に側梁や軸受けが車輪の内側にあるインサイドフレームと呼ばれる構造が用いられる。この構造は軽量化や騒音の抑制などの利点が存在する反面、ゴム製のショックアブソーバーこそ設置されているものの軸ばねが省略されている事から、軌道の状態によっては振動が激しくなる欠点もある。枕ばねには2組のコイルばねが用いられる他、台車には制動用のドラムブレーキが2台設置されている。
主電動機（DK-259D、43 kw）は各台車に2基設置され、カルダンシャフトを介して車軸へ動力が伝達される（直角カルダン駆動方式）。運転台からの速度制御には電動機の駆動用とは別の回線を運転台に設け、更にノッチ進段（9段）を自動的に行うようにする事でスムーズな加減速が可能な間接自動制御が用いられる。制動については、最高速度が5 km/hに抑えられるまでは発電ブレーキを用い、それ以降は停車まで空気ブレーキが作動するようになっている他、発電ブレーキが正常に可動しない場合は自動的に空気ブレーキが作動するようになっている。また、双方が使用不能となった場合に備えて電磁吸着ブレーキも搭載されている。
同時期に量産が実施されたソ連向けの路面電車車両とは異なり、RVZ-6は空気ブレーキに加えてドラムブレーキの稼働や乗降扉の開閉に圧縮空気を使用しており、高圧タンクやエアフィルター、圧力調整器、安全弁などを備えたエアコンプレッサーから供給される。そのため、タトラカーと比べ騒音が減少している反面、冬季にエアコンプレッサーが凍結する恐れがあると言う欠点が存在する。圧縮空気の量は運転室から調整可能である。

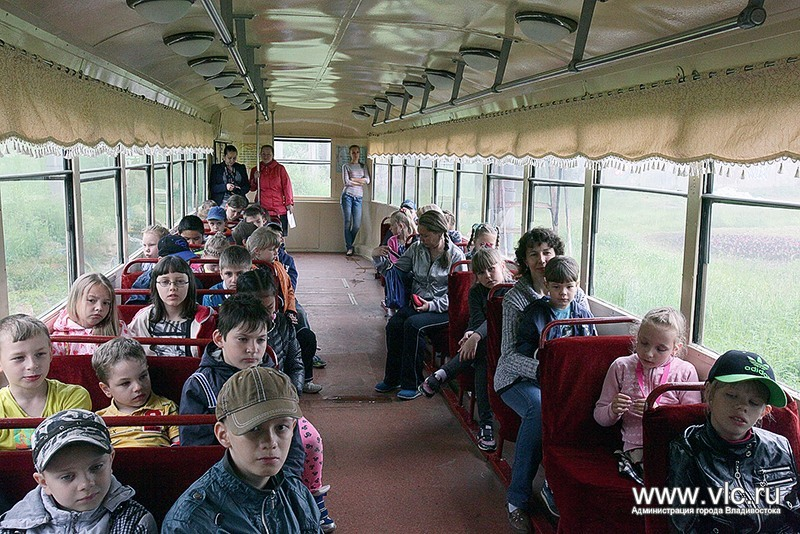
車内（ウラジオストク）
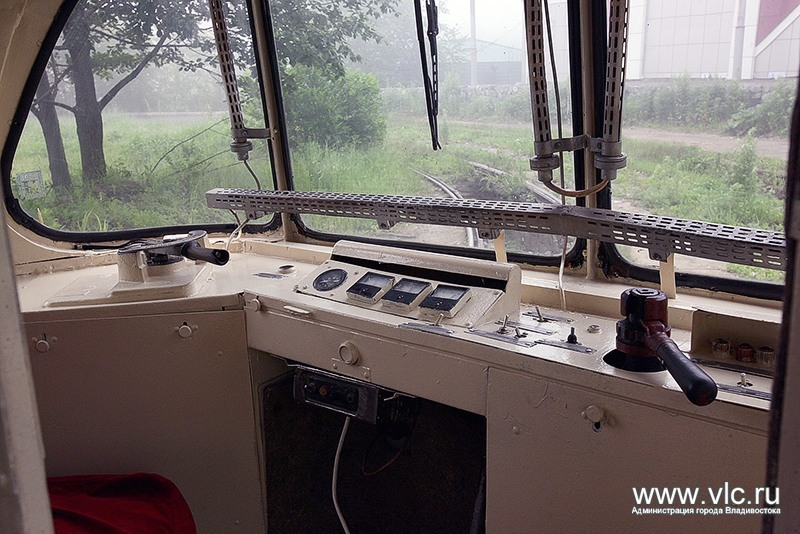
運転台（ウラジオストク）
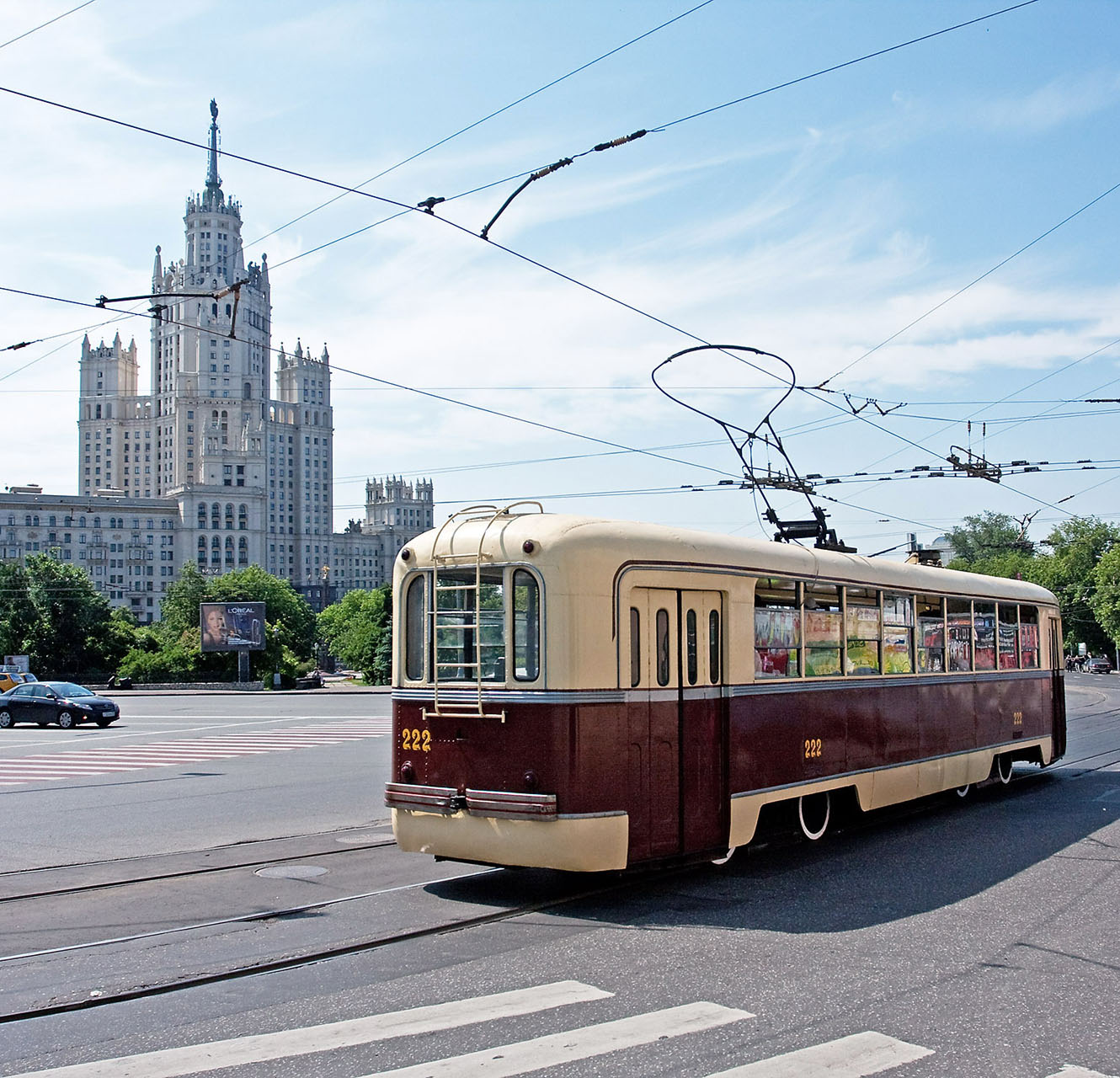
後方には運転台が存在しない（モスクワ）

## 車種
製造年代や機器の違いによって、RVZ-6には以下の3つの車種が存在する。
- RVZ-6（РВЗ-6） - 最初に製造された形式。窓下には銀色の装飾が施された他、前面には翼を模した大型の紋章が設置された。ただしこの時点ではRVZ-55で試用された総括制御運転の実用化は行われなかった。1960年から1966年にかけて918両が製造された[2][3]。
- RVZ-6M（РВЗ-6М） - 各地の路面電車事業者からの要望を受け、1966年から1974年にかけて1,988両が製造された改良形式。内装が従来の木製から変更され、床面には滑り止め用の波型ゴムが敷かれた。電気機器の見直しも実施され、主電動機の出力や絶縁強度が増加した事により、機器の故障や巻線の破損が大幅に減少した。1972年以降製造された車両は前面の紋章デザインが変更された他、スペルもラトビア語（Rīgas Vagonbūves Rūpnīca）での略称である「RVR」に変更された[2][3]。
- RVZ-6M2（РВЗ-6М2） - 各地の路面電車の利用客急増に対応するため、総括制御による連結運転に対応可能な設計変更を実施した形式。1976年以降は「71-17」というコード番号が付けられた。前面下部に存在する切り欠きの内部には連結器に加えて定電圧回路の接続用の電気連結器が設置され、最大3両編成での営業運転が可能であった。1974年から1988年まで3,110両もの大量生産が実施され、その量産過程では接続回路の削減や装飾の省略などの設計変更が実施された[2][3][7][21]。

## 運用

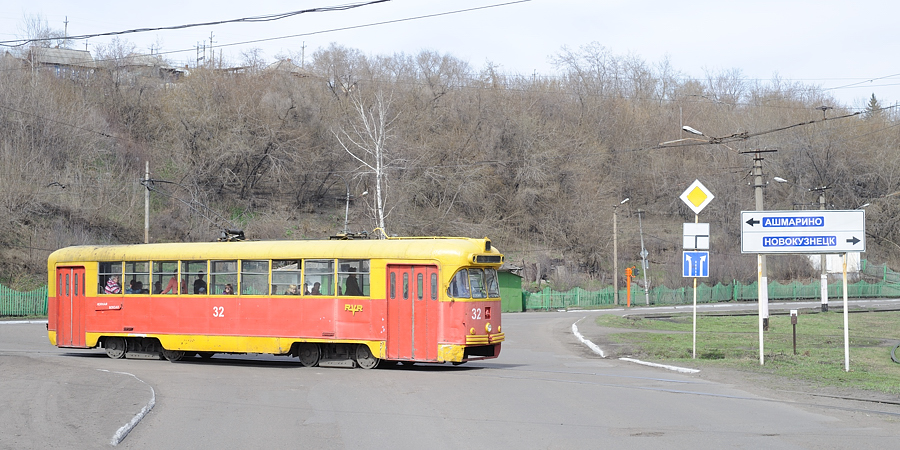
RVZ-6M2（ロシア連邦：オシンニキ）

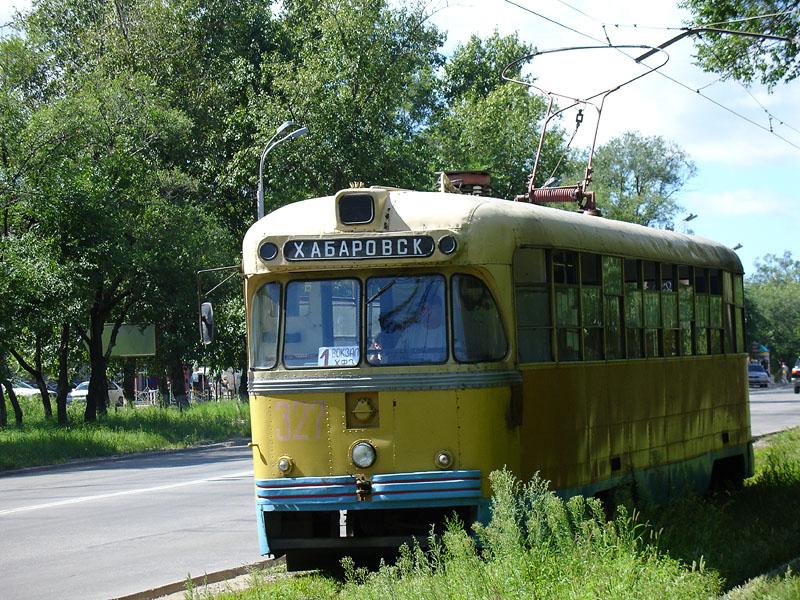
RVZ-6M2（ロシア連邦：ハバロフスク）

1960年に試作車が完成し、モスクワ市電で営業運転も兼ねた試運転を実施した後、ソ連各地の都市へ向けての大量生産が開始された。1974年には後継車両としてRVZ-7の製造が行われたが短期間の製造と運用に終わったため、その後もRVZ-6の量産が続く結果となり、最終的に1987年までに6,000両以上がソ連の50以上の都市の路面電車に導入された。ただし同時期にはタトラカーやKTM-5など他の企業による路面電車の大量生産も行われており、導入する車種をタトラカーに一本化した結果1966年までにRVZ-6が全車廃車、もしくは他都市へ譲渡されたモスクワ市電のような事例も存在した。
ソビエト連邦の崩壊後はロシア連邦、カザフスタン、ベラルーシ、ウクライナ、ラトビアなどの各国に継承されたものの、車両自体の老朽化や新型車両の導入による置き換えにより各都市で次々に引退し、2014年の時点で営業運転に使用されている都市は6箇所、在籍車両は合計65両（全車ともRVZ-6M2）にまで減少した。その後も更に廃車が進行しているが、2019年 - 2020年現在でも以下の2都市でRVZ-6M2が保存目的ではない営業運転に使用されている。
- オシンニキ市電 - 1960年11月に開業した、ロシア連邦・オシンニキ（ロシア語版）市内を走る路面電車。2019年現在、2両のRVZ-6M2が営業運転に使用されている[1][26]。
- ハバロフスク市電 - ロシア連邦・ハバロフスクの路面電車。2020年の時点で訓練車1両を含めた13両のRVZ-6M2が現存する[1][8][26][27]。

上記に加え、ロシア連邦・ウラジオストク（ウラジオストク市電）やラトビア・ダウガフピルス（ダウガフピルス市電）でも2010年代後半までRVZ-6M2の定期運用が存在したが、2020年の時点で双方とも定期運用から離脱しており、臨時列車用の車両のみ残存する。その一方で、モスクワ（モスクワ市電）を始め各都市でRVZ-6の動態保存が実施されている他、ウクライナのハルキウ（ハルキウ市電）を始めRVZ-6を改造した事業用車両が多数残存する地域も存在する。

## ギャラリー

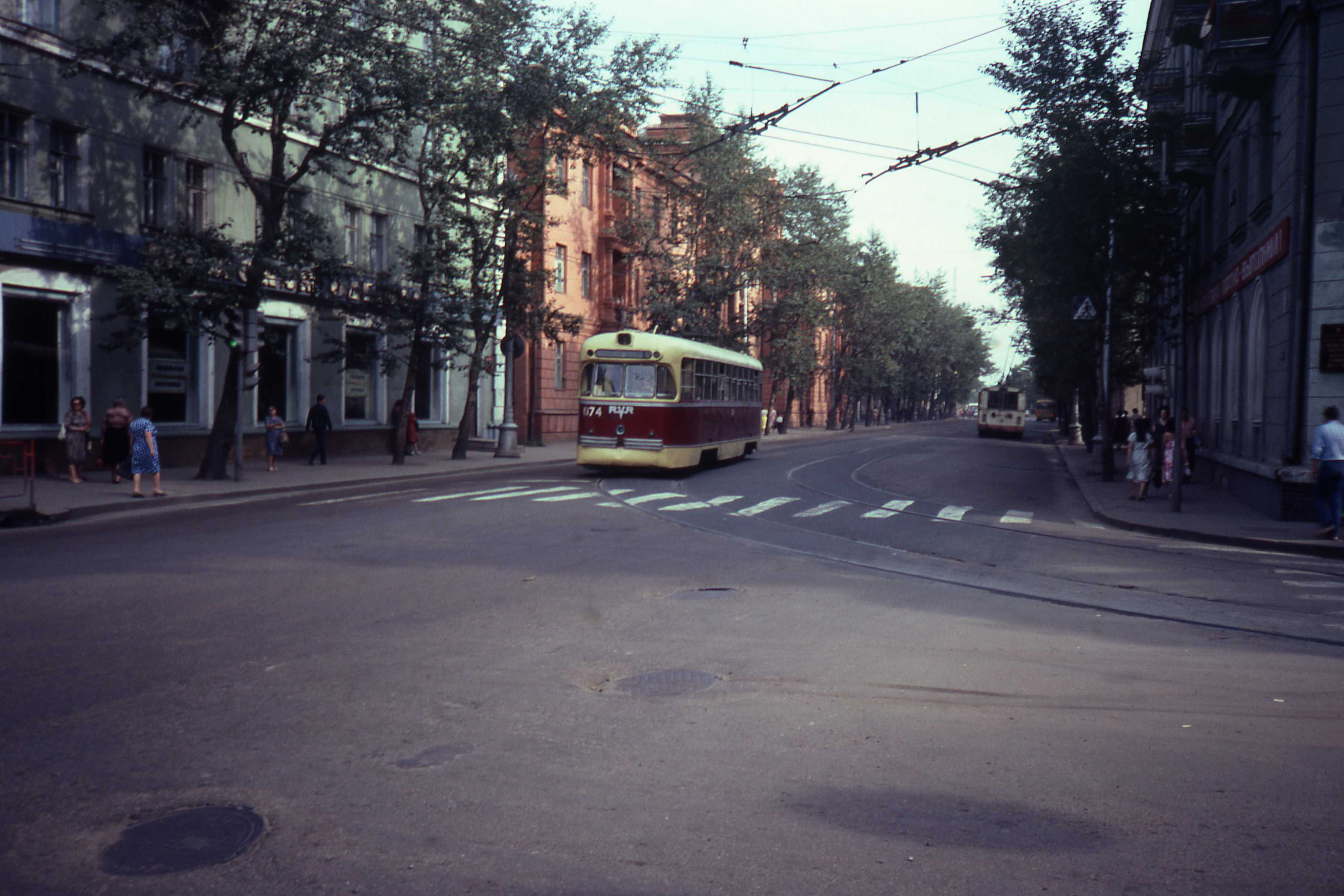
ソビエト連邦（現：ロシア連邦）：イルクーツク（1982年撮影） （イルクーツク市電）
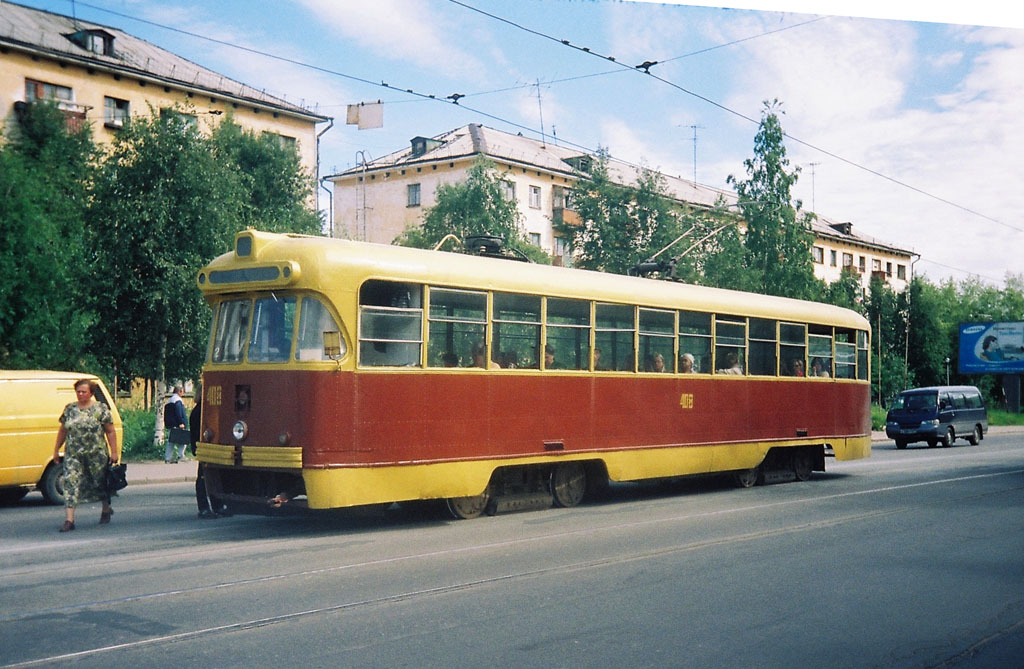
ロシア連邦：アルハンゲリスク （アルハンゲリスク市電）
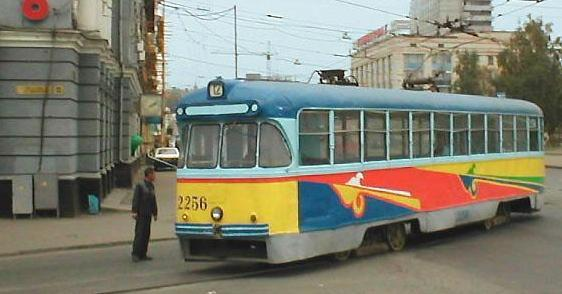
ロシア連邦：カザン （カザン市電）
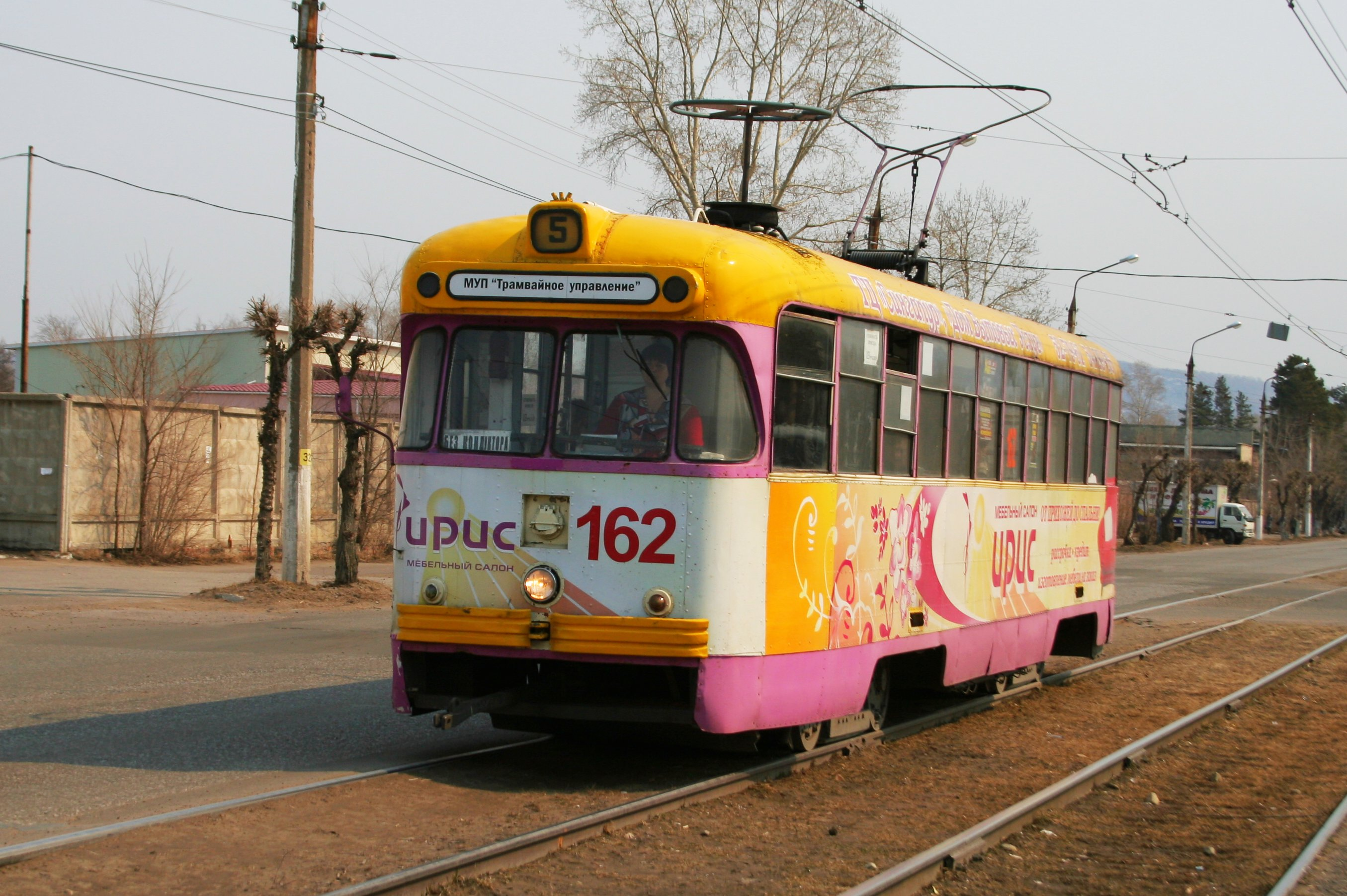
ロシア連邦：コムソモリスク・ナ・アムーレ （コムソモリスク・ナ・アムーレ市電）
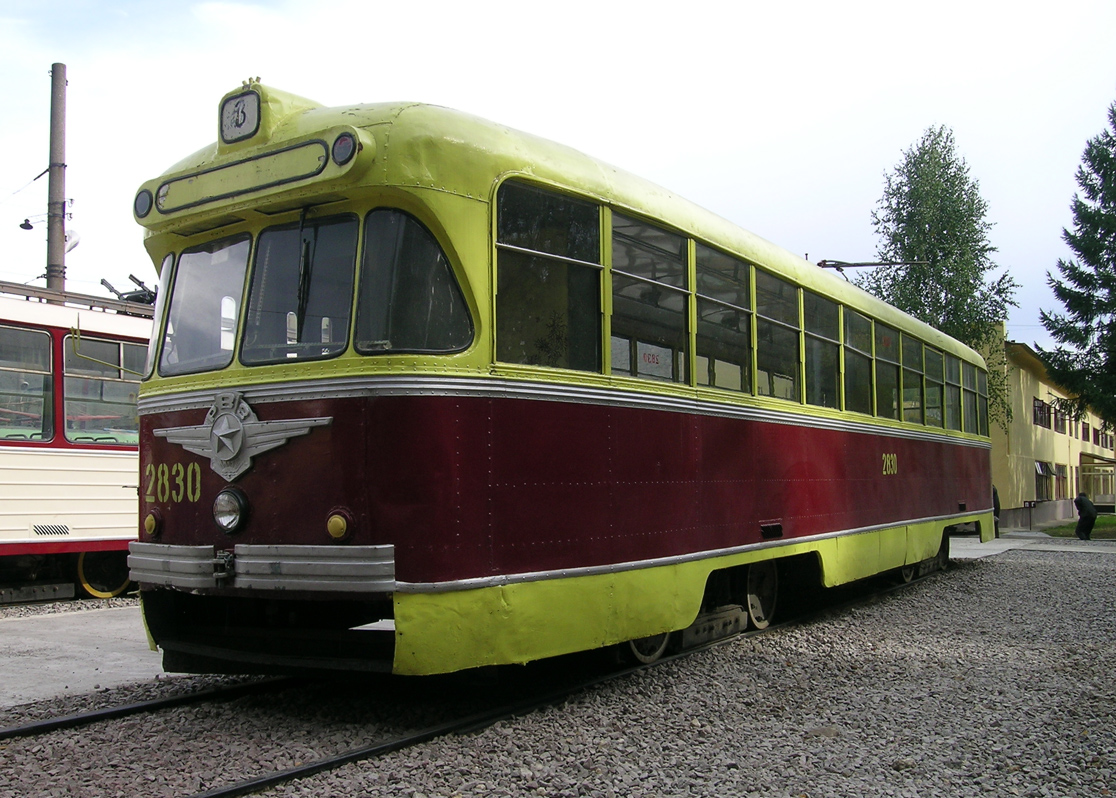
ロシア連邦：ニジニ・ノヴゴロド （ニジニ・ノヴゴロド市電）
ロシア連邦：スモレンスク （スモレンスク市電）
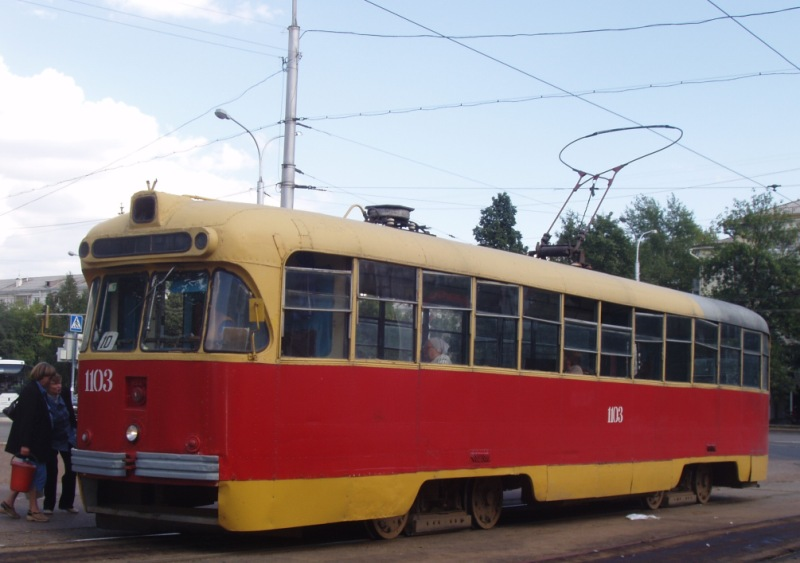
ロシア連邦：ウファ （ウファ市電）
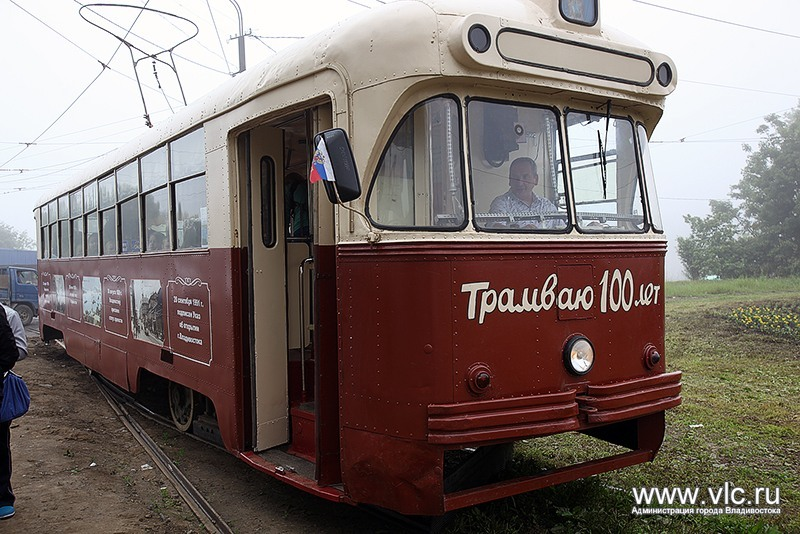
ロシア連邦：ウラジオストク （ウラジオストク市電）
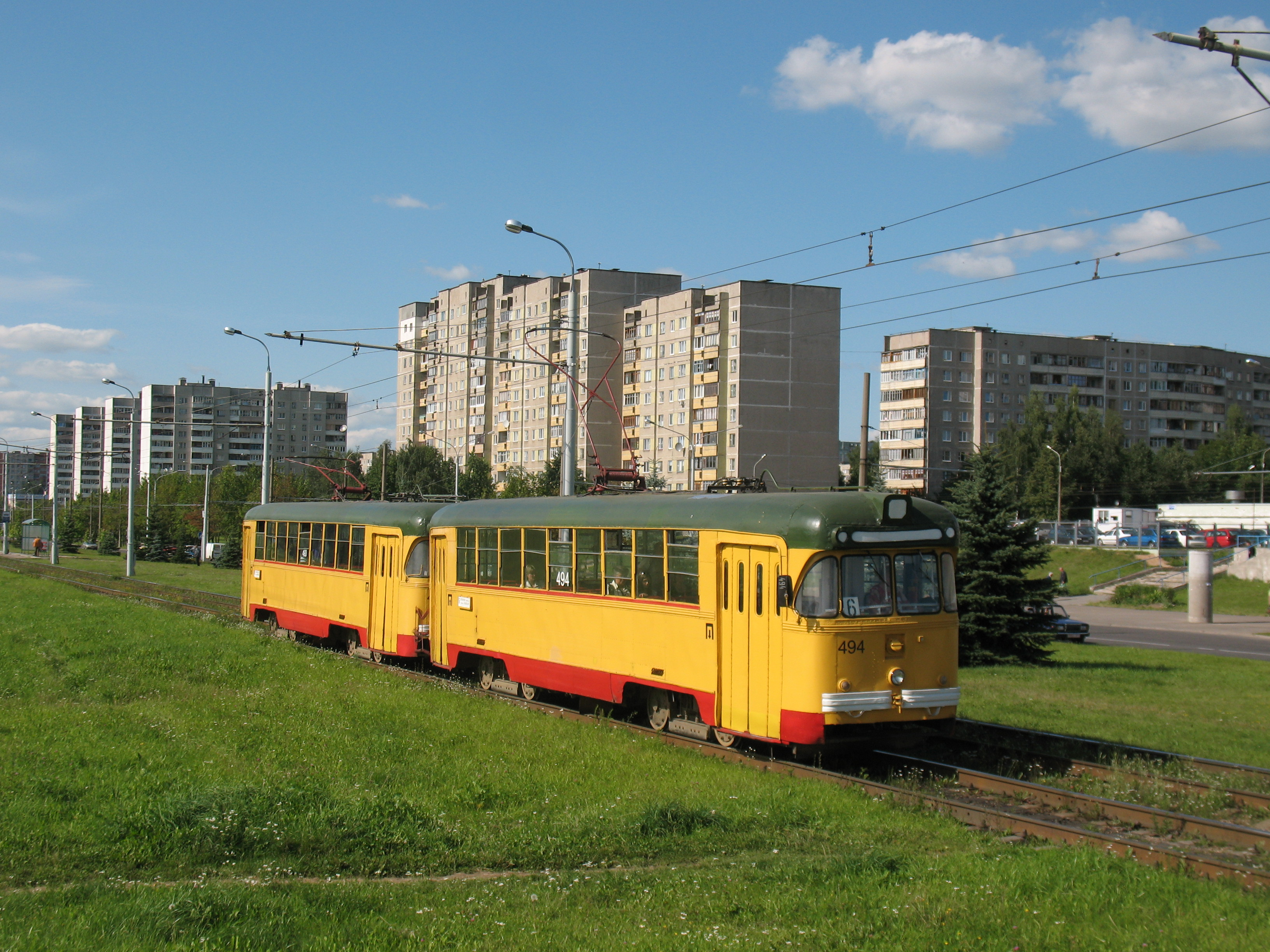
ベラルーシ：ミンスク (ミンスク市電)
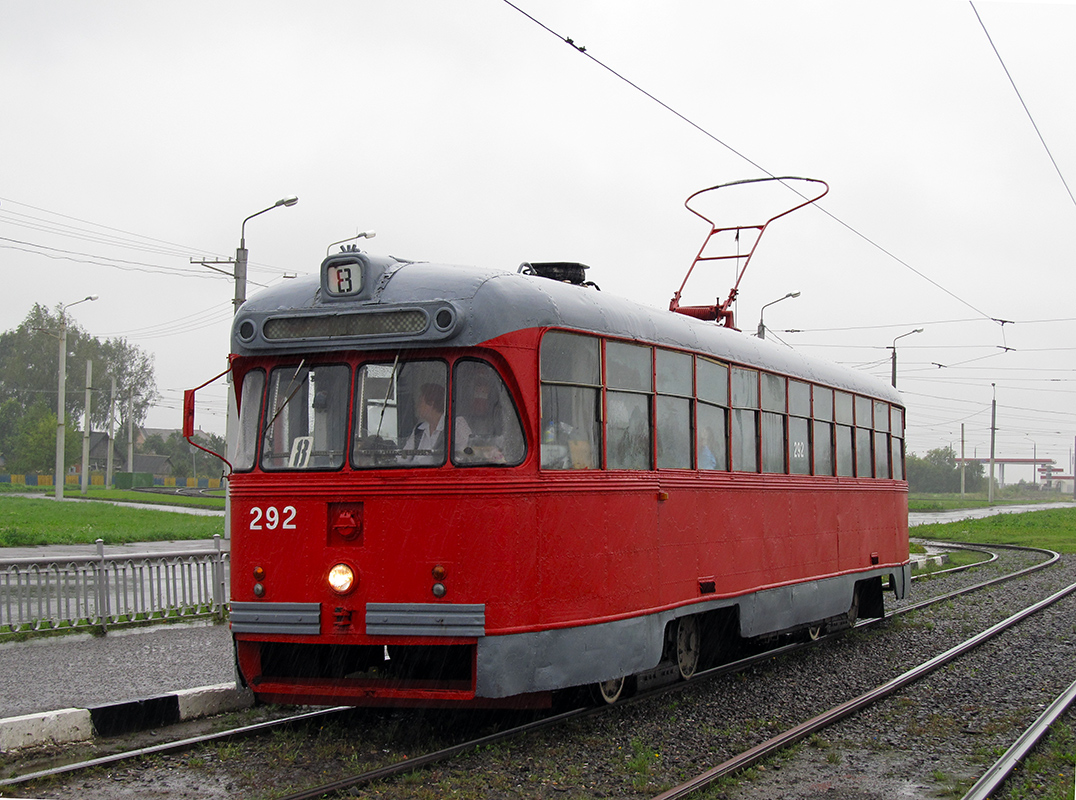
ベラルーシ：ヴィーツェプスク （ヴィーツェプスク市電）
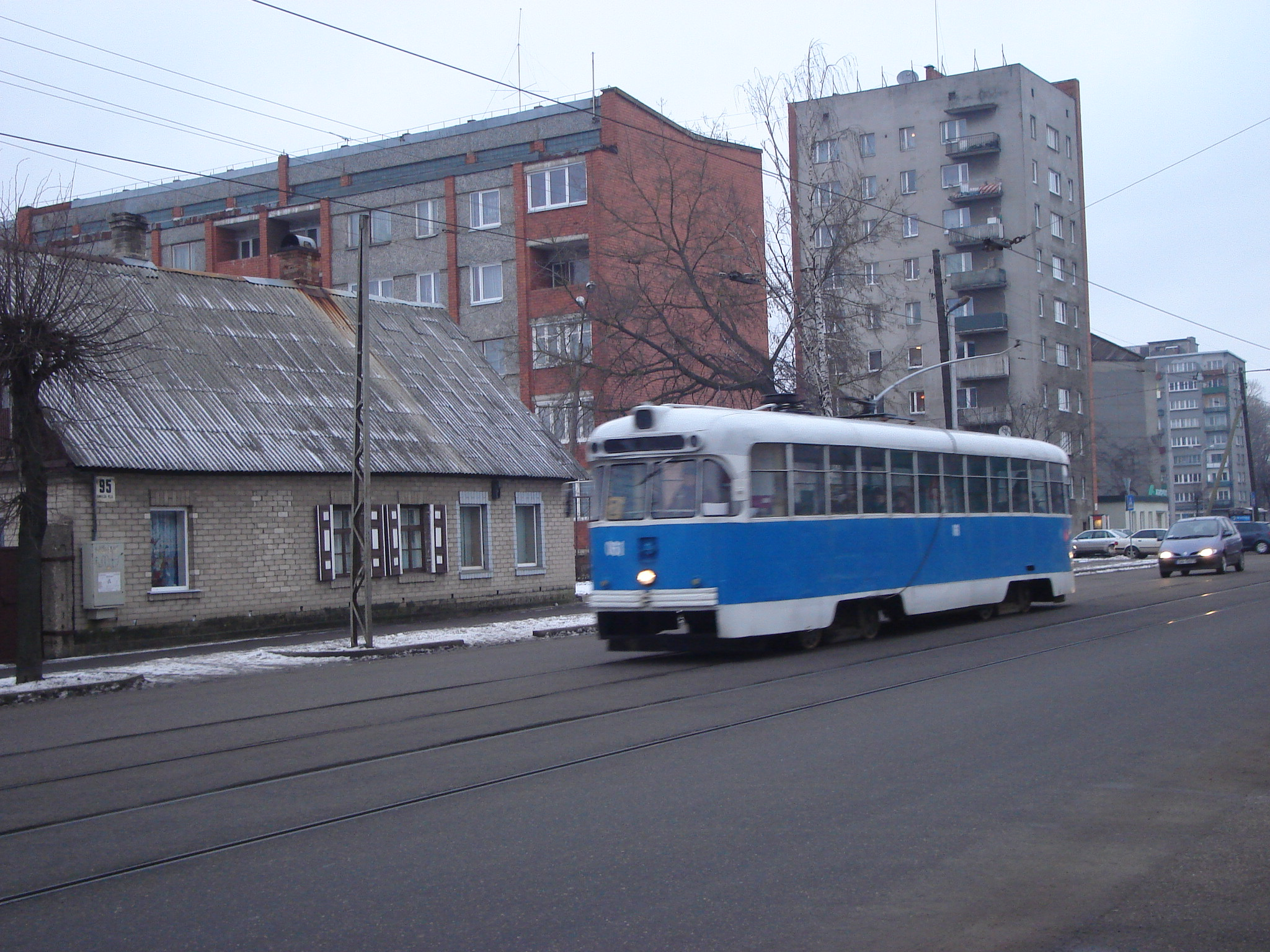
ラトビア：ダウガフピルス （ダウガフピルス市電）
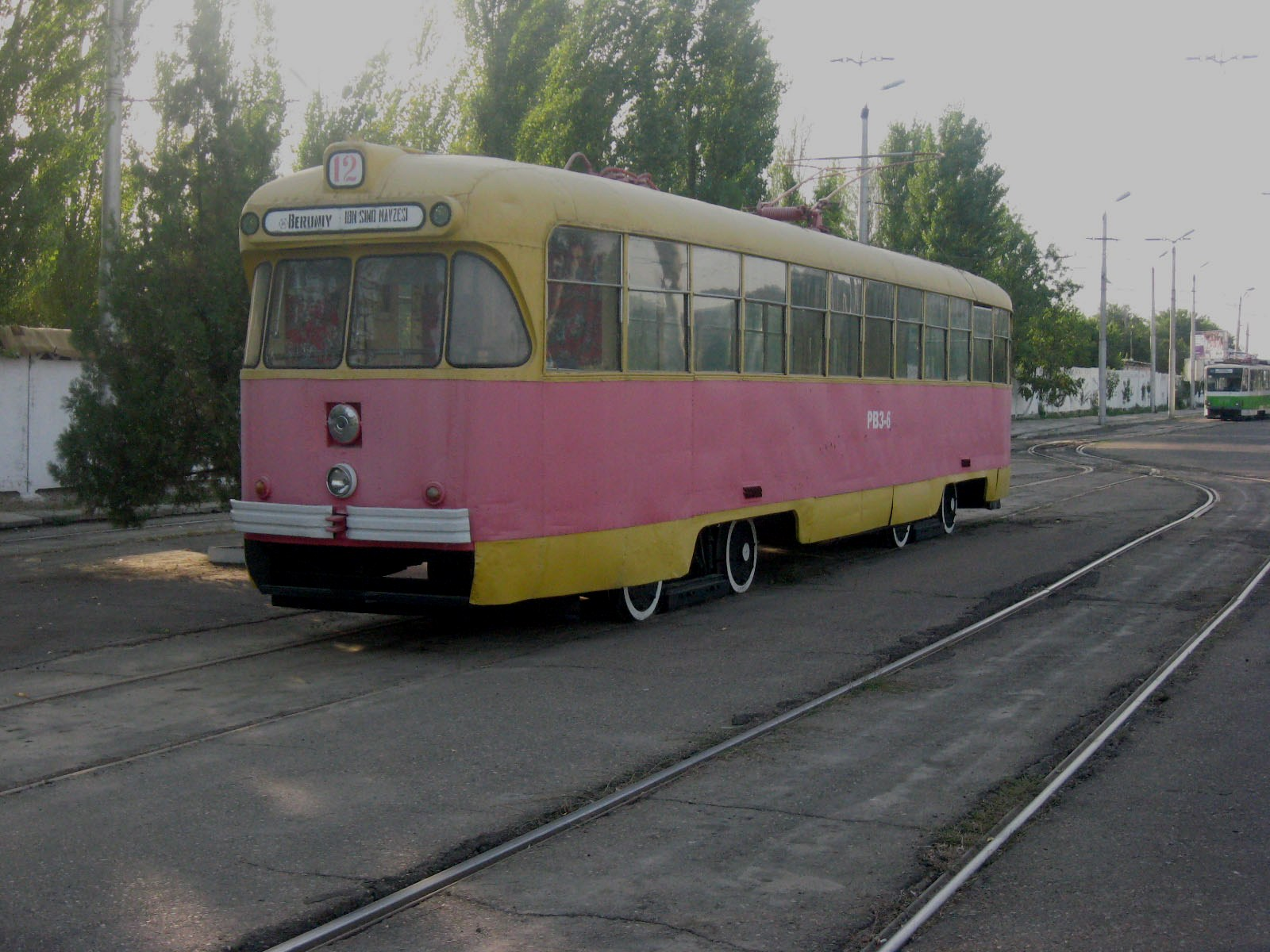
ウズベキスタン：タシュケント （タシュケント市電）
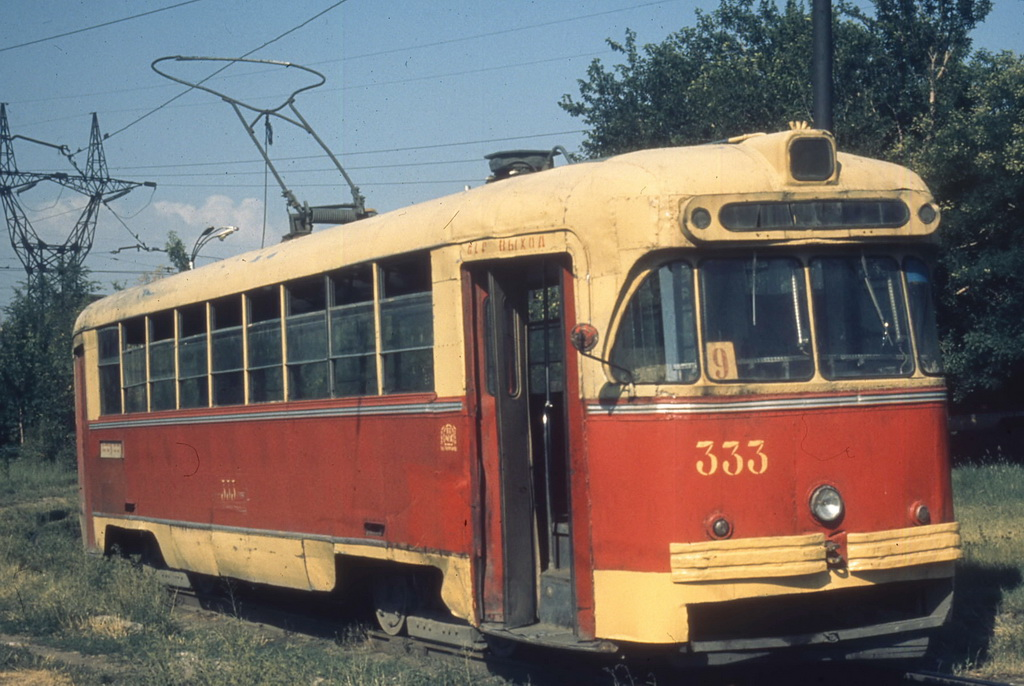
ソビエト連邦（現：アルメニア）：エレバン （エレバン市電）